# Dale Hawerchuk
Dale Hawerchuk, född 4 april 1963 i Toronto, Ontario, död 18 augusti 2020 i Barrie, Ontario, var en kanadensisk professionell ishockeyspelare som spelade som center i NHL för Winnipeg Jets, Buffalo Sabres, St. Louis Blues och Philadelphia Flyers.
Han valdes in i Hockey Hall of Fame 2001.
Den 18 augusti 2020 avled Hawerchuk av cancer.

## NHL
Hawerchuk valdes som förste spelare totalt i NHL-draften 1981 av Winnipeg Jets. Redan under sitt första år i ligan som 18-åring, 1982–83, visade sig Hawerchuk vara den offensiva dynamo Jets hade hoppats på, då han gjorde 45 mål och 58 assist för totalt 103 poäng på 80 matcher och vann Calder Memorial Trophy som årets nykomling.
Mellan 1983 och 1988 gjorde Hawerchuk fem raka 100+ poäng-säsonger för Jets: 102, 130, 105, 100 och 121 poäng. Trots Hawerchuks offensiv var Jets inte starkt nog som lag för att ta sig långt i slutspelet. Endast en gång, 1986–87, tog man sig till andra rundan av slutspelet. Där förlorade man mot Edmonton Oilers med 4-2 i matcher.
16 juni 1990 bytte Winnipeg Jets bort Hawerchuk till Buffalo Sabres. Hawerchuk fortsatte att vara produktiv i Sabres och vann lagets interna poängliga sina två första år i klubben, 1990–91 och 1991–92. 1992–93 gjorde han 16 mål och 80 assist för totalt 96 poäng på 81 matcher, men fick stå tillbaka för lagkamraterna Pat LaFontaine och Aleksandr Mogilnyj som gjorde 148 och 127 poäng.
8 september 1995 skrev Hawerchuk på för St. Louis Blues. Han gjorde 13 mål och 28 assist för totalt 41 poäng på 66 matcher för Blues 1995–96 innan han byttes bort till Philadelphia Flyers 12 mars 1996. Hawerchuk spelade 67 matcher för Flyers och gjorde 16 mål, 38 assist och 54 poäng innan han lade av med hockeyn 34 år gammal, efter att ha deltagit i Stanley Cup-finalen mellan Philadelphia Flyers och Detroit Red Wings.
Totalt gjorde Hawerchuk 518 mål och 891 assist för 1409 poäng på 1188 matcher i NHL. I slutspelet gjorde han 30 mål och 69 assist för 99 poäng på 97 matcher.

## Internationellt
Dale Hawerchuk var med och vann två Canada Cup-turneringar med Kanada, 1987 och 1991.

## Statistik

### Klubbkarriär
| 1979–80      | Cornwall Royals     | QMJHL        | 72   | 37  | 66  | 103  | 21  | 18 | 20 | 25 | 45 | 0  |
| 1980–81      | Cornwall Royals     | QMJHL        | 72   | 81  | 102 | 183  | 69  | 19 | 15 | 20 | 35 | 8  |
| 1981–82      | Winnipeg Jets       | NHL          | 80   | 45  | 58  | 103  | 47  | 4  | 1  | 7  | 8  | 5  |
| 1982–83      | Winnipeg Jets       | NHL          | 79   | 40  | 51  | 91   | 31  | 3  | 1  | 4  | 5  | 8  |
| 1983–84      | Winnipeg Jets       | NHL          | 80   | 37  | 65  | 102  | 73  | 3  | 1  | 1  | 2  | 0  |
| 1984–85      | Winnipeg Jets       | NHL          | 80   | 53  | 77  | 130  | 74  | 3  | 2  | 1  | 3  | 4  |
| 1985–86      | Winnipeg Jets       | NHL          | 80   | 46  | 59  | 105  | 44  | 3  | 0  | 3  | 3  | 0  |
| 1986–87      | Winnipeg Jets       | NHL          | 80   | 47  | 53  | 100  | 52  | 10 | 5  | 8  | 13 | 4  |
| 1987–88      | Winnipeg Jets       | NHL          | 80   | 44  | 77  | 121  | 59  | 5  | 3  | 4  | 7  | 16 |
| 1988–89      | Winnipeg Jets       | NHL          | 75   | 41  | 55  | 96   | 28  | —  | —  | —  | —  | —  |
| 1989–90      | Winnipeg Jets       | NHL          | 79   | 26  | 55  | 81   | 60  | 7  | 3  | 5  | 8  | 2  |
| 1990–91      | Buffalo Sabres      | NHL          | 80   | 31  | 58  | 89   | 32  | 6  | 2  | 4  | 6  | 10 |
| 1991–92      | Buffalo Sabres      | NHL          | 77   | 23  | 75  | 98   | 27  | 7  | 2  | 5  | 7  | 0  |
| 1992–93      | Buffalo Sabres      | NHL          | 81   | 16  | 80  | 96   | 52  | 8  | 5  | 9  | 14 | 2  |
| 1993–94      | Buffalo Sabres      | NHL          | 81   | 35  | 51  | 86   | 91  | 7  | 0  | 7  | 7  | 4  |
| 1994–95      | Buffalo Sabres      | NHL          | 23   | 5   | 11  | 16   | 2   | 2  | 0  | 0  | 0  | 0  |
| 1995–96      | St. Louis Blues     | NHL          | 66   | 13  | 28  | 41   | 22  | —  | —  | —  | —  | —  |
| 1995–96      | Philadelphia Flyers | NHL          | 16   | 4   | 16  | 20   | 4   | 12 | 3  | 6  | 9  | 12 |
| 1996–97      | Philadelphia Flyers | NHL          | 51   | 12  | 22  | 34   | 32  | 17 | 2  | 5  | 7  | 0  |
| QMJHL totalt | QMJHL totalt        | QMJHL totalt | 144  | 118 | 168 | 286  | 90  | 37 | 35 | 45 | 80 | 8  |
| NHL totalt   | NHL totalt          | NHL totalt   | 1188 | 518 | 891 | 1409 | 730 | 97 | 30 | 69 | 99 | 67 |